# Izbiceni
Izbiceni is een Roemeense gemeente in het district Olt.
Izbiceni telt 4981 inwoners.